# Gunsan
Gunsan (hangul 군산시, hanja 群山市, Romanización Gunsan-si, McCune-Reischauer Kunsan-si) es una ciudad surcoreana perteneciente a la provincia de Jeolla del Norte. Desde finales de la Segunda Guerra Mundial existe una base de Estados Unidos en su territorio, llamada Kunsan Air Base.En Gunsan se halla también una planta de General Motors Korea donde se fabrican automóviles con marca Daewoo y Chevrolet.

## Ciudades hermanadas
- Windsor, Ontario, Canadá
- Tacoma, Washington, Estados Unidos
- Jamshedpur, Jharkhand, India